# پایگاه هوایی اوستروف
پایگاه هوایی اوستروف (به انگلیسی: Ostrov (air base)) یک فرودگاه نظامی است که یک باند فرود بتن دارد و طول باند آن ۳۵۰۰ متر است. این فرودگاه در کشور روسیه قرار دارد و در ارتفاع ۶۷ متری از سطح دریا واقع شده است.